# Kinesisk-vietnamesiska kriget
Kinesisk-vietnamesiska kriget var ett krig mellan Kina och Vietnam 1979. Orsaken var att Vietnam tidigare hade invaderat Kambodja och störtat de Röda khmererna från makten (se kambodjansk-vietnamesiska kriget). Kina invaderade Vietnam och hotade att erövra huvudstaden Hanoi. De möttes av hårt motstånd från vietnamesiska trupper och kineserna retirerade efter några veckors strider. Kinas officiella förklaring är att man velat "ge Vietnam en läxa". Sovjetunionen och flertalet andra Warszawapaktsländer uttalade sitt stöd till Vietnam, dock utan att ingripa.

## Bakgrund
I Kambodja hade Vietnam stöttat Röda Khmererna mot den av USA uppbackade regimen ledd av Lon Nol. När de väl tog makten försämrades relationerna med Vietnam samtidigt som Röda Khmererna slöt sig närmare Kina. På grund av att soldater från Kambodja gjorde räder in på vietnamesiskt område och på ideologiska skillnader invaderade Vietnam landet och avsatte Röda Khmererna. För Kina som hade sett Vietnam alliera sig med Sovjet vilket hade försämrat relationerna mellan länderna innebar detta ännu en försämring av förhållandet.

## Kriget
Den 17 februari 1979 började kinesiskt artilleri skjuta in mot vietnamesiskt territorium och kort därefter invaderade Kina med 80 000 man längs hela gränsen mellan de två länderna. Anfallet skedde med fem huvudriktningar: vid Vietnams östra gräns mot Lang Son och Cao Bang, vid den västra mot Lai Chau, Lao Cai och Ha Giang. Invasionen skedde efter att Deng Xiaoping hade besökt Japan och USA och sagt att Vietnam skulle straffas för sin agerande i Kambodja.
Anfallet bestod i mänskliga vågor där man försökte vinna fördel med hjälp av sin numerära överlägsenhet i antal soldater men det tappade snabbt fart. Terrängen gjorde en snabb kinesisk framryckning svår och att transportera så stora enheter blev omöjligt. Kina använde gamla lastbilar, hästar, åsnor och människor för transporter. Luftburna transporter användes inte. Vietnamesiska gränsen var full av tunnlar, grottor och skyttegravar, bemannade av erfaren milis. Vietnameserna används terrängen till sin fördel och även bambupålar och försåtmineringar.
En ny våg med 200 000 man sattes in och blev mer framgångsrik och lyckades erövra provinshuvudstäderna i Dong Dang, Lao Cai, Cao Bang och Ha Giang-provinserna.
Tidigare hade kineserna mest slagits mot milisgrupper men 27 februari 1979 attackerades den viktiga staden Lang Son som försvarade av mer stridserfarna delar av armén. Staden hade ett stort strategiskt värde eftersom den är lätt att försvara och lämplig som utgångspunkt för ett anfall mot Hanoi. Först den 2 mars 1979 kunde staden intas av kinesiska soldater. Tre dagar senare meddelade Kina att man skulle dra tillbaka sina soldater men först den 16 mars 1979 lämnade den siste kinesiska soldaten Vietnam efter omfattande förstörelse av vietnamesisk infrastruktur under tillbakadragandet. Vietnam erbjöd sig att inte attackera de tillbakadragande styrkorna efter önskemål från Kina.

## Internationella ställningstaganden
USA gjorde den 17 februari ett uttalande att man höll sig neutrala, men man uppmanade Vietnam att dra sig tillbaka från Kambodja och Kina att dra sig tillbaka från Vietnam. Man slog också fast att Kinas invasion av Vietnam var ett resultat av Vietnams militära närvaro i Kambodja.
Sovjet gjorde nästa dag en uttalande där man påminde om det vietnamesisk-sovjetiska avtalet och varnande Kina att "dra sig tillbaka innan det är för sent".
ASEAN-länderna stödde Kina, men gick offentligt ut och förespråkade ett stopp för Kinas invasion.

## Resultat
Båda sidor hävdade efter kriget att de vunnit. En viktig orsak till kriget från Kinas sida var Vietnams engagemang i Kambodja och avsättandet av Pol Pot. Vietnams närvaro påverkades inte av Kinas invasion så i detta avseende var kriget ett misslyckande för Kina. Den gränskonflikt som fanns mellan Kina och Vietnam blev inte heller löst
Något som kan ha varit ett mål för Kina, även om det aldrig uttalades offentligt, var att testa styrkan i det samarbete som rådde mellan Sovjet och Vietnam och som var en nagel i ögat för de kinesiska ledarna. Sovjet uttalade sitt stöd för Vietnam men hotade aldrig Kina militärt. Detta kan ha berott på att Vietnam såg ut att klara sig själva men kan också haft att göra med att förhållandet mellan Vietnam och Sovjet inte var så hjärtliga som de såg ut att vara utåt.
Den diskriminering som förekom av kineser i Vietnam och som användes som en officiell förklaring av kriget från Kinas sida förvärrades efter kriget och många kineser valde att flytta från Vietnam. Dessa blev kända som båtflyktingar.

## Efter kriget
Mindre sammanstötningar förekom på 1980-talet, framförallt 1984. Länderna försökte senare närma sig varandra och Vietnam var det första land som gav Kina stöd för Massakern på Himmelska fridens torg 1989. Ett gränsavtal slöts 1999 och resulterade i att Vietnam gav bort några delar av sitt territorium till Kina. Vietnam har tidigare krävt en ursäkt för kriget från Kina men har, efter att relationerna förbättrats, lagt ner detta krav.